# Bóng đá tại Đại hội Thể thao Đông Á 2009
Giải đấu bóng đá tại Đại hội Thể thao Đông Á 2009 được tổ chức ở Hồng Kông từ ngày 2 tháng 12 năm 2009 đến ngày 13 tháng 12 năm 2009. Chủ nhà Hồng Kông đánh bại Nhật Bản trong loạt sút luân lưu với tỷ số 4-2 trong trận chung kết để giành huy chương vàng sau khi 120 phút thi đấu chính thức kết thúc với tỷ số hòa 1-1. Trong khi đó, Hàn Quốc đánh bại CHDCND Triều Tiên với tỷ số tương tự để giành huy chương đồng.

## Địa điểm
Tất cả các trận đấu vòng bảng được tổ chức tại Sân thể thao Siu Sai Wan. Vòng bán kết, trận tranh hạng ba và trận chung kết được tổ chức tại Sân vận động Hồng Kông.
| Hồng Kông              | Hồng Kông                |
| Sân vận động So Kon Po | Sân vận động Siu Sai Wan |
| ---------------------- | ------------------------ |
| Sân vận động Hồng Kông | Sân thể thao Siu Sai Wan |
| Sức chứa: 40,000       | Sức chứa: 12,000         |
|                        |                          |

## Lịch
Tổng cộng có 6 đội tham gia giải đấu. Vòng bảng các trận đấu bắt đầu vào ngày 2 tháng 12 năm 2009, ba ngày trước lễ khai mạc. Các đội được chia thành hai nhóm, mỗi nhóm gồm ba đội cho vòng bảng. Hai đội hàng đầu trong mỗi nhóm sẽ tiến tới một vòng loại trừ bốn đội.
|  | Vòng bảng |  | Bán kết |  | Tranh huy chương vàng |

| Tháng 12 | 2 | 3 | 4 | 5 | 6 | 7 | 8 | 9 | 10 | 11 | 12 | 13 | Trận đấu |
| -------- | - | - | - | - | - | - | - | - | -- | -- | -- | -- | -------- |
| Bóng đá  | 1 | 1 | 1 |   | 1 | 1 | 1 |   | 2  |    | 2  |    | 10       |
| Toàn bộ  | 1 | 1 | 1 | 0 | 1 | 1 | 1 | 0 | 2  | 0  | 2  | 0  | 10       |

## Đội hình
Tất cả các đội gửi đội hình gồm 23 cầu thủ, bao gồm ba thủ môn. Trong các giải đấu trước, giới hạn tuổi là 23 với ba cầu thủ quá tuổi được phép. Giới hạn độ tuổi đã được xóa bỏ trong giải đấu năm 2009.

## Vòng bảng

### Bảng A
| Đội               | Pld | W | D | L | GF | GA | GD  | Điểm |
| ----------------- | --- | - | - | - | -- | -- | --- | ---- |
| Nhật Bản          | 2   | 2 | 0 | 0 | 7  | 1  | +6  | 6    |
| CHDCND Triều Tiên | 2   | 1 | 0 | 1 | 9  | 2  | +7  | 3    |
| Ma Cao            | 2   | 0 | 0 | 2 | 0  | 13 | -13 | 0    |

| Nhật Bản                | 2 – 1                        | CHDCND Triều Tiên |
| ----------------------- | ---------------------------- | ----------------- |
| Otsuka 30' · Suzuki 59' | Report by EAG Report by HKFA | Choe Chol-Man 52' |

| CHDCND Triều Tiên | 8 – 0                        | Ma Cao |
| --- | ---------------------------- | ------ |
| Choe Chol-Man 6' · Kim Kuk-Jin 21' · Ri Kwang-Hyok 45' · Choe Myong-Ho 58', 90+1' · Pak Nam-Chol 63' · Pak Song-Chol 71' · Pak Kwang-Ryong 90+2' | Report by EAG Report by HKFA |        |

| Ma Cao | 0 – 5                        | Nhật Bản                                                         |
| ------ | ---------------------------- | ---------------------------------------------------------------- |
|        | Report by EAG Report by HKFA | Oshitani 39' · Aoki 45+2' · Osako 53' · Kakitani 60' · Kawai 63' |

### Bảng B
| Đội        | Pld | W | D | L | GF | GA | GD | Điểm |
| ---------- | --- | - | - | - | -- | -- | -- | ---- |
| Hồng Kông  | 2   | 1 | 0 | 1 | 4  | 2  | +2 | 3    |
| Hàn Quốc   | 2   | 1 | 0 | 1 | 4  | 4  | 0  | 3    |
| Trung Quốc | 2   | 1 | 0 | 1 | 1  | 3  | -2 | 3    |

| Hồng Kông                                                                    | 4 – 1                        | Hàn Quốc      |
| ---------------------------------------------------------------------------- | ---------------------------- | ------------- |
| Trần Vĩ Hào 21' · Hoàng Triển Hùng 30' · Từ Đức Soái 65' · Trần Triệu Kỳ 81' | Report by EAG Report by HKFA | Go Min-Gi 45' |

| Hàn Quốc                                         | 3 – 0                        | Trung Quốc |
| ------------------------------------------------ | ---------------------------- | ---------- |
| Park Jong-Chan 49', 65' · Kim Ho-You 79' (ph.đ.) | Report by EAG Report by HKFA |            |

| Trung Quốc  | 1 – 0                        | Hồng Kông |
| ----------- | ---------------------------- | --------- |
| Cao Đức 24' | Report by EAG Report by HKFA |           |

## Vòng đấu loại trực tiếp

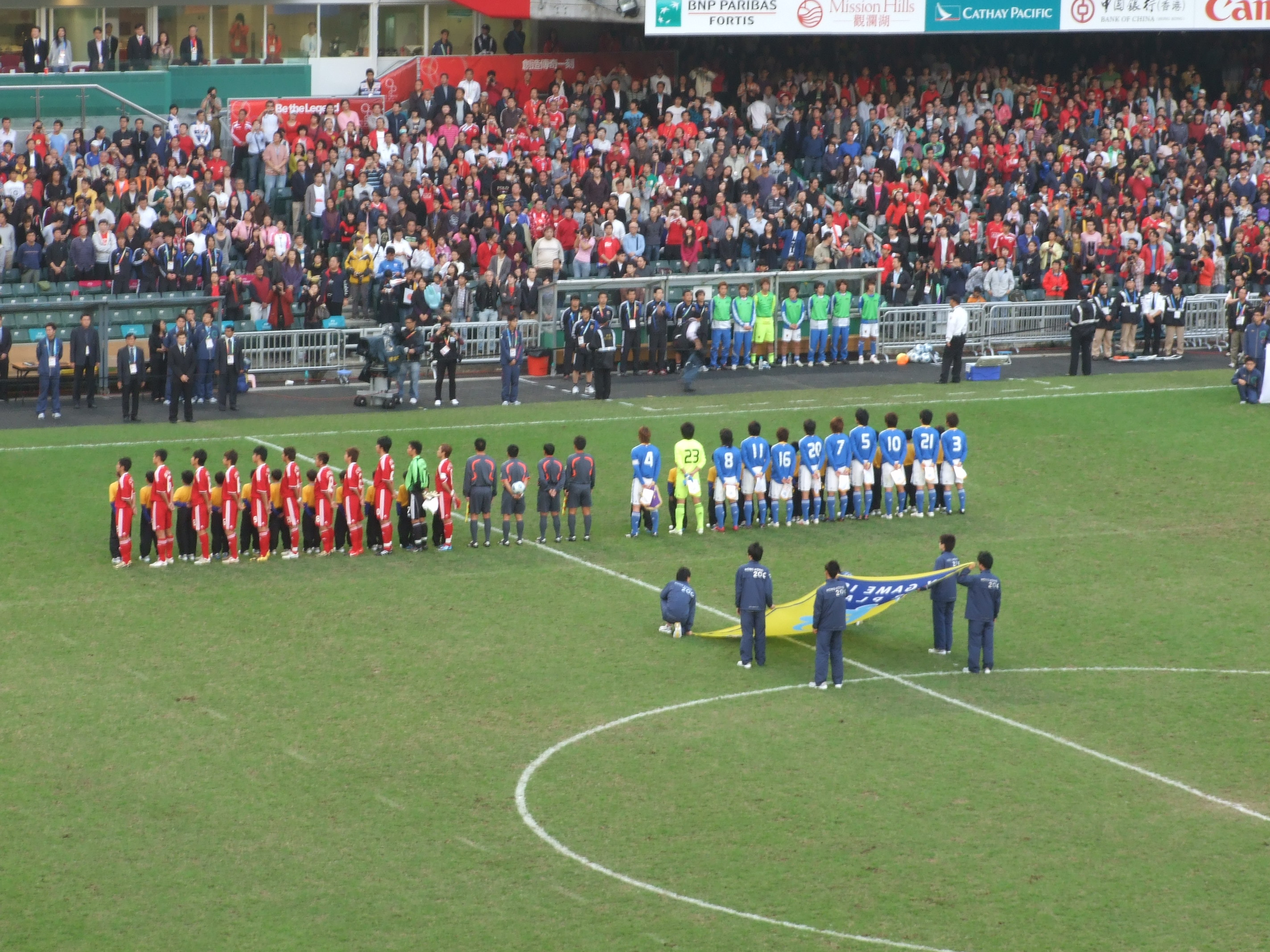
Đội hình xuất phát của hai đội tuyển Hồng Kông và Nhật Bản trước trận chung kết

|  | Bán kết                              | Bán kết   |                                      |      | Chung kết | Chung kết |
|  |                                      |           |                                      |      |           |           |
|  | 10 tháng 12 - Sân vận động Hồng Kông |           |                                      |      |           |           |
|  |                                      |           |                                      |      |           |           |
|  | Nhật Bản                             | 2         |                                      |      |           |           |
|  | Nhật Bản                             | 2         | 12 tháng 12 - Sân vận động Hồng Kông |      |           |           |
|  | Hàn Quốc                             | 1         |                                      |      |           |           |
|  | Hàn Quốc                             | 1         | Nhật Bản                             | 1(2) |           |           |
|  | 10 tháng 12 - Sân vận động Hồng Kông |           | Nhật Bản                             | 1(2) |           |           |
|  |                                      | Hồng Kông | 1(4)                                 |      |           |           |
|  | Hồng Kông                            | Hồng Kông | 1(4)                                 | 1(4) |           |           |
|  | Hồng Kông                            |           |                                      | 1(4) |           |           |
|  | CHDCND Triều Tiên                    | 1(2)      |                                      |      |           |           |
|  | CHDCND Triều Tiên                    | 1(2)      | Tranh hạng ba                        |      |           |           |
|  |                                      |           |                                      |      |           |           |
|  | 12 tháng 12 - Sân vận động Hồng Kông |           |                                      |      |           |           |
|  |                                      |           |                                      |      |           |           |
|  | Hàn Quốc                             | 1(4)      |                                      |      |           |           |
|  | Hàn Quốc                             | 1(4)      |                                      |      |           |           |
|  | CHDCND Triều Tiên                    | 1(2)      |                                      |      |           |           |

### Bán Kết
| Nhật Bản                   | 2 – 1 (s.h.p.)               | Hàn Quốc       |
| -------------------------- | ---------------------------- | -------------- |
| Yamamoto 9' · Nagai 120+1' | Report by EAG Report by HKFA | Kim Ho-You 21' |

| Hồng Kông                                                       | 1 – 1 (s.h.p.)               | CHDCND Triều Tiên                                             |
| --------------------------------------------------------------- | ---------------------------- | ------------------------------------------------------------- |
| Trần Vĩ Hào 44'                                                 | Report by EAG Report by HKFA | Pak Kwang-Ryong 85'                                           |
| Loạt sút luân lưu                                               |                              |                                                               |
| Âu Dương Diệu Xung · Trần Vĩ Hào · Lý Chí Hào · Nguyễn Kiện Văn | 4 – 2                        | Pak Song-Chol · Ri Kwang-Hyok · Jon Kwang-Ik · Kim Kwang-Hyok |

### Tranh huy chương đồng
| Hàn Quốc                                                 | 1 – 1                        | CHDCND Triều Tiên                                          |
| -------------------------------------------------------- | ---------------------------- | ---------------------------------------------------------- |
| Go Min-Gi 24'                                            | Report by EAG Report by HKFA | Pak Song-Chol 52'                                          |
| Loạt sút luân lưu                                        |                              |                                                            |
| Go Min-Gi · Woo Joo-Young · Jung Jae-Suk · Lee Jae-Young | 4 – 2                        | Choe Myong-Ho · Pak Song-Chol · Jon Kwang-Ik · Kim Kuk-Jin |

### Tranh huy chương vàng
| Nhật Bản                       | 1 – 1 (s.h.p.)               | Hồng Kông                                                                        |
| ------------------------------ | ---------------------------- | -------------------------------------------------------------------------------- |
| Muramatsu 22'                  | Report by EAG Report by HKFA | Trần Triệu Kỳ 47'                                                                |
| Loạt sút luân lưu              |                              |                                                                                  |
| Nagai · Otsuka · Suzuki · Aoki | 2 – 4                        | Âu Dương Diệu Xung · Trần Triệu Kỳ · Trần Vĩ Hào · Lý Chí Hào · Hoàng Triển Hùng |

## Thành tích huy chương
| Sự kiện       | Vàng      | Bạc      | Đồng     |
| ------------- | --------- | -------- | -------- |
| Bóng đá (nam) | Hồng Kông | Nhật Bản | Hàn Quốc |